# Doom II RPG
A Doom II RPG first-person shooter szerepjáték, melyet az id Software fejlesztett és ZeniMax Media jelentetett meg. Ez a Doom RPG folytatása. Mobiltelefonra 2009. november 23-án, iOS-re pedig 2010. február 8-án jelent meg. A Wolfenstein RPG motorját használva az id partnerei, a Fountainhead Entertainment fejlesztette ki.

## Fogadtatása
| Összegzőoldal | Értékelés |
| ------------- | --------- |
| Metacritic    | 80/100    |

| Szerző       | Értékelés |
| ------------ | --------- |
| 4Players     | 73%       |
| IGN          | 8/10      |
| Macworld     | [ 5 ]     |
| Pocket Gamer | [ 6 ]     |
| TouchArcade  | [ 7 ]     |